# Micella caseinica
Nell'ottica della caseificazione, si può assumere che nel latte ci siano 4 famiglie principali di caseine: beta caseina, alfa s1 caseina, alfa s2 caseina, k caseina, e che queste 4 caseine si organizzino a dare una struttura quaternaria chiamata micella caseinica, tipica per diverso rapporto percentuale delle famiglie nelle diverse specie animali da latte. Le caseine si associano in sub-micelle in modo da minimizzare l'esposizione delle regioni idrofobiche nel solvente acquoso.
Le beta caseine che sono fortemente idrofobiche si dispongono all'interno e si associano ad alfa s1 e s2. Un ruolo importante è rappresentato dalla K-caseina che si distribuisce con la parte idrofobica verso l'interno e quella idrofila verso l'esterno. Non tutte le sub micelle sono rivestite da k-caseine, ma si possono associare con interazioni idrofobiche, elettrostatiche e altro, con altre micelle.
La sub-micella presenta residui carichi esposti che interagiscono con uno ione bivalente come il Ca++ dando legami elettrostatici.
La micella può essere modificata da interventi fisici. Con la modifica del pH si destabilizza la micella e se ne varia la solubilità. 
La composizione della micella dipende dal tipo di latte, che può dare micelle più o meno grosse con attitudine diversa alla caseificazione. 
Nel latte bovino abbiamo molte alfa s1, in quello caprino poche, che daranno una micella grossa con cui si ottengono solo formaggi freschi. La micella del latte di cavalla è troppo grossa potendosi ottenere solo latte fermentato.
La chimosina è una proteasi con un'alta specificità per il residuo 105/106 della caseina. Taglia lungo le code di k-caseina che così perdono le parti idrofile ottenendo una micella con le zone idrofobiche esposte; per stabilizzare il sistema le code idrofobiche  si uniscono ottenendo un gel ordinato e stabilizzato da legami elettrostatici e idrofobici.
La compattezza di questa rete dipende dal modo in cui la micella è stata idrolizzata.
Con la chimosina si taglia la k-caseina ottenendo micelle parzialmente destrutturate che si legheranno tra loro con i legami idrofobici formando il coagulo.